# 24-та піхотна дивізія (США)
24-та піхотна дивізія (США) (англ. 24th Infantry Division (United States) — військове з'єднання, дивізія армії США. Дивізія брала участь у бойових діях Другої світової, Корейської війн та в збройних конфліктах на Близькому Сході.
24-та піхотна дивізія була заснована в 1921 році на Гаваях і мала первинну назву «Гавайська дивізія». Сформована під час Другої світової війни з розформованої Гавайської дивізії, дивізія вела активні бойові дії на тихоокеанському театрі війни, спочатку билася в Новій Гвінеї, потім висадилася на філіппінські острови Лейте і Лусон, змагаючись з японськими окупаційними військами. Після закінчення війни дивізія брала участь в окупаційних обов'язках в Японії і стала першою американською дивізією, яка прибула на Корейський півострів з початком Корейської війни. Протягом перших 18 місяців війни дивізія вела активні бої на фронті проти північнокорейських та китайських сил, де зазнала втрату понад 10 000 осіб. Після закінчення другої битви за Вонджу її було відведено з передової до резервного складу, де дивізія залишалася до кінця війни. Після завершення активної фази війни її повернули на лінію розмежування для патрулювання та оборони кордону між Північною та Південною Кореями.
Після Корейської війни дивізію періодично дислокувалася в Європі та США за років Холодної війни. У цей час дивізія практично не залучалася до бойових дій, лишень у 1958 році її підрозділи діяли на Близькому Сході у ході Ліванської кризи. У 1990—1991 роках 24-та піхотна дивізія брала найактивнішу участь у протистоянні в ході війни в Перській затоці, де американські військові змагалися з іракською армією. Через кілька років після цього конфлікту у жовтні 1996 року, він базувався у форті Стюарт, штат Джорджія, дивізія була розформована в рамках скорочення американських військових, що відбувалося у 1990-х роках після завершення Холодної війни. У жовтні 1999 року дивізія була відновлена у форті Райлі, штат Канзас, як формування для підготовки та розгортання підрозділів Національної гвардії армії США до її деактивації в жовтні 2006 року.